# Une vie pour une vie
Pour l’article homonyme, voir Une vie pour une vie (téléfilm, 2001).
Une vie pour une vie (Gone) est un téléfilm canadien réalisé par Grant Harvey et diffusé aux États-Unis le 27 juin 2011 sur Lifetime.

## Synopsis
À la suite d'une agression et d'un viol, Amy ne parvient pas à se remettre. Son couple est en péril. Sa vie devient un cauchemar au moment où sa fille, Emily, est kidnappée. Un homme la contacte, lui demandant de tuer un certain Paul Borden, admis dans l'hôpital où elle travaille comme infirmière.

## Fiche technique
- Réalisation : Grant Harvey (en)
- Scénario : Ron Oliver
- Durée : 86 minutes
- Pays :  Canada

## Distribution
- Molly Parker (VF : Véronique Volta) : Amy Kettering
- Lochlyn Munro (VF : Denis Laustriat) : David Kettering
- Susan Hogan : Louise Turner
- Natasha Calis : Emily Kettering
- Venus Terzo : Paula Stronin
- Adrian Holmes (en) : Duncan Hall
- Sonja Bennett (en) (VF : Chloé Berthier) : Liz Cook
- Peter Bryant (VF : Jean-Louis Faure) : Dennis Baldwin
- John Shaw : Borden
- Kristina Agosti : Infirmière Gail
- Andrew Airlie : Thérapeute
- Jaclyn Smith : Madame Channing
- Buster Kane : Officier Paul Black
- Lori Triolo : l'inspecteur Carter

## Accueil
Le téléfilm a été vu par 1,269 million de téléspectateurs lors de sa première diffusion.